# 78-й меридіан східної довготи
78-й меридіан східної довготи — лінія довготи, що лежить на 78 градуси східніше Гринвіцького меридіана. Вона проходить від Північного полюса через Північний Льодовитий океан, Азію, Індійський океан, Південний океан та Антарктиду до Південного полюса.
78-й меридіан східної довготи формує велике коло разом із 102-гим меридіаном західної довготи.

## Список географічних об'єктів, що перетинає 78° сх. д.
Починаючи на Північному полюсі та рухаючись до Південного полюса, 78-й меридіан східної довготи проходить через:
| Координати                                                 | Країна, територія або море | Примітки |
| ---------------------------------------------------------- | -------------------------- | --- |
| 90°0′ пн. ш. 78°0′ сх. д. / 90.000° пн. ш. 78.000° сх. д.  | Північний Льодовитий океан | |
| 81°7′ пн. ш. 78°0′ сх. д. / 81.117° пн. ш. 78.000° сх. д.  | Карське море               | Проходить східніше острова Візе[ru], Росія |
| 72°35′ пн. ш. 78°0′ сх. д. / 72.583° пн. ш. 78.000° сх. д. | Росія                      | Проходить через Оленячий острів[ru] та Гиданський півострів |
| 72°6′ пн. ш. 78°0′ сх. д. / 72.100° пн. ш. 78.000° сх. д.  | Юрацька губа[en]           | |
| 71°51′ пн. ш. 78°0′ сх. д. / 71.850° пн. ш. 78.000° сх. д. | Росія                      | Проходить через Гиданський півострів |
| 71°15′ пн. ш. 78°0′ сх. д. / 71.250° пн. ш. 78.000° сх. д. | Гиданська губа             | |
| 70°56′ пн. ш. 78°0′ сх. д. / 70.933° пн. ш. 78.000° сх. д. | Росія                      | Проходить через Гиданський півострів |
| 68°22′ пн. ш. 78°0′ сх. д. / 68.367° пн. ш. 78.000° сх. д. | Тазівська губа             | |
| 68°13′ пн. ш. 78°0′ сх. д. / 68.217° пн. ш. 78.000° сх. д. | Росія                      | Проходить через Гиданський півострів |
| 67°40′ пн. ш. 78°0′ сх. д. / 67.667° пн. ш. 78.000° сх. д. | Тазівська губа             | |
| 67°31′ пн. ш. 78°0′ сх. д. / 67.517° пн. ш. 78.000° сх. д. | Росія                      | |
| 53°11′ пн. ш. 78°0′ сх. д. / 53.183° пн. ш. 78.000° сх. д. | Казахстан                  | Проходить через озеро Балхаш |
| 42°52′ пн. ш. 78°0′ сх. д. / 42.867° пн. ш. 78.000° сх. д. | Киргизстан                 | Проходить через озеро Іссик-Куль |
| 41°4′ пн. ш. 78°0′ сх. д. / 41.067° пн. ш. 78.000° сх. д.  | КНР                        | Сіньцзян |
| 35°35′ пн. ш. 78°0′ сх. д. / 35.583° пн. ш. 78.000° сх. д. | Аксай-Чин                  | Проходить через спірну територію Аксай-Чин, на яку претендують Індія та КНР — приблизно на 11 км |
| 35°29′ пн. ш. 78°0′ сх. д. / 35.483° пн. ш. 78.000° сх. д. | Індія                      | Ладакх — претендує Пакистан Гімачал-Прадеш Уттаракханд Уттар-Прадеш — проходить через Агру Раджастхан Мадг'я-Прадеш Махараштра Телангана Андгра-Прадеш Карнатака Тамілнад — проходить західніше Мадурая |
| 8°20′ пн. ш. 78°0′ сх. д. / 8.333° пн. ш. 78.000° сх. д.   | Індійський океан           | |
| 60°0′ пд. ш. 78°0′ сх. д. / 60.000° пд. ш. 78.000° сх. д.  | Південний океан            | |
| 69°7′ пд. ш. 78°0′ сх. д. / 69.117° пд. ш. 78.000° сх. д.  | Антарктида                 | Проходить через Австралійську антарктичну територію (претендує Австралія) |